# Bulletin of the Atomic Scientists
O Boletim dos Cientistas Atômicos(pt-BR) ou Atómicos(pt-PT?) (do inglês: Bulletin of the Atomic Scientists) é uma organização sem fins lucrativos da Universidade de Chicago relacionada a questões científicas e de segurança global resultantes da aceleração dos avanços tecnológicos que têm consequências negativas para a humanidade. É responsável pela publicação de conteúdo num site de acesso aberto e numa revista académica bimensal e não técnica. É publicada desde 1945, após ter sido fundada pelos cientistas responsáveis do antigo Projeto Manhattan, sob o título de Bulletin of the Atomic Scientists of Chicago (Boletim dos Cientistas Atómicos de Chicago), após os bombardeamentos de Hiroxima e Nangasaque. A organização também é responsável pelo Relógio do Juízo Final, cujo tempo é anunciado a cada janeiro.